# Maika Makovski
Maika Makovski (Palma, 23 d'abril de 1983) és una cantautora, guitarrista i pianista mallorquina amb arrels macedònies i andaluses.
Maika va començar a escriure cançons amb 12 anys i a actuar en directe amb 14. Quan en tenia 15 va guanyar el primer reconeixement professionals en un concurs local amb un jurat format per membres de Sony Music, Rockdelux i Ràdio Nacional d'Espanya. A més, ha guanyat altres premis com ara l'Altaveu Frontera '03, el Balears Sona '02 i l'Eurofest '02 a Macedònia.
Entre 1998 - 2003, la Maika va voltar per diversos països fins a establir-se definitivament a Barcelona on va enregistrar el seu primer àlbum Kradiaw (2005, PAE), que va obtenir crítiques favorables.
Entre 2005 i 2007, la Maika va combinar la vida entre Nova York i Barcelona, fent gires amb artistes de renom com ara Howe Gelb, The Dubliners i the Jayhawks. El seu segon àlbum Kraj so Koferot (2007, Wildpunk Records) presenta un registre més íntim i també va ser aclamat per la crítica i el públic.
L'any 2009, la Maika i el seu grup (David Martínez - bateria, JC Luque - baix i percussions, Xarim Aresté - guitarra, banjo, baix i veus) varen enregistrar 12 noves cançons sota la producció de John Parish. Aquesta nova col·lecció forma l'àlbum Maika Makovski, el primer que va sortir a nivell internacional.
La Maika té múltiples facetes artístiques, les seves pintures i fotografies il·lustren el material discogràfic que treu al mercat.

## Discografia
- Kradiaw (2005)
- Kraj so Koferot (2007)
- Maika Makovski (2010)
- Desaparecer (2011)
- Thank You for the Boots (2012)[5]
- Live - Apolo! (2015)
- Chinook Wind (2016)
- MKMK (2021)

## Guardons
- 2011: Premi UFI[6]
- 2012: Premi Altaveu[7]